# Svetlea, Pernik
Svetlea (în bulgară Светля) este un sat în comuna Kovacevți, regiunea Pernik,  Bulgaria. 

## Demografie
Componența etnică a satului Svetlea
     Bulgari (98,4%)
     Nicio identificare (1,6%)
     Altele (0%)
La recensământul din 2011, populația satului Svetlea era de 125 locuitori. Din punct de vedere etnic, majoritatea locuitorilor (98,4%) erau bulgari. Pentru 1,6% din locuitori nu este cunoscută apartenența etnică.